# Wolany

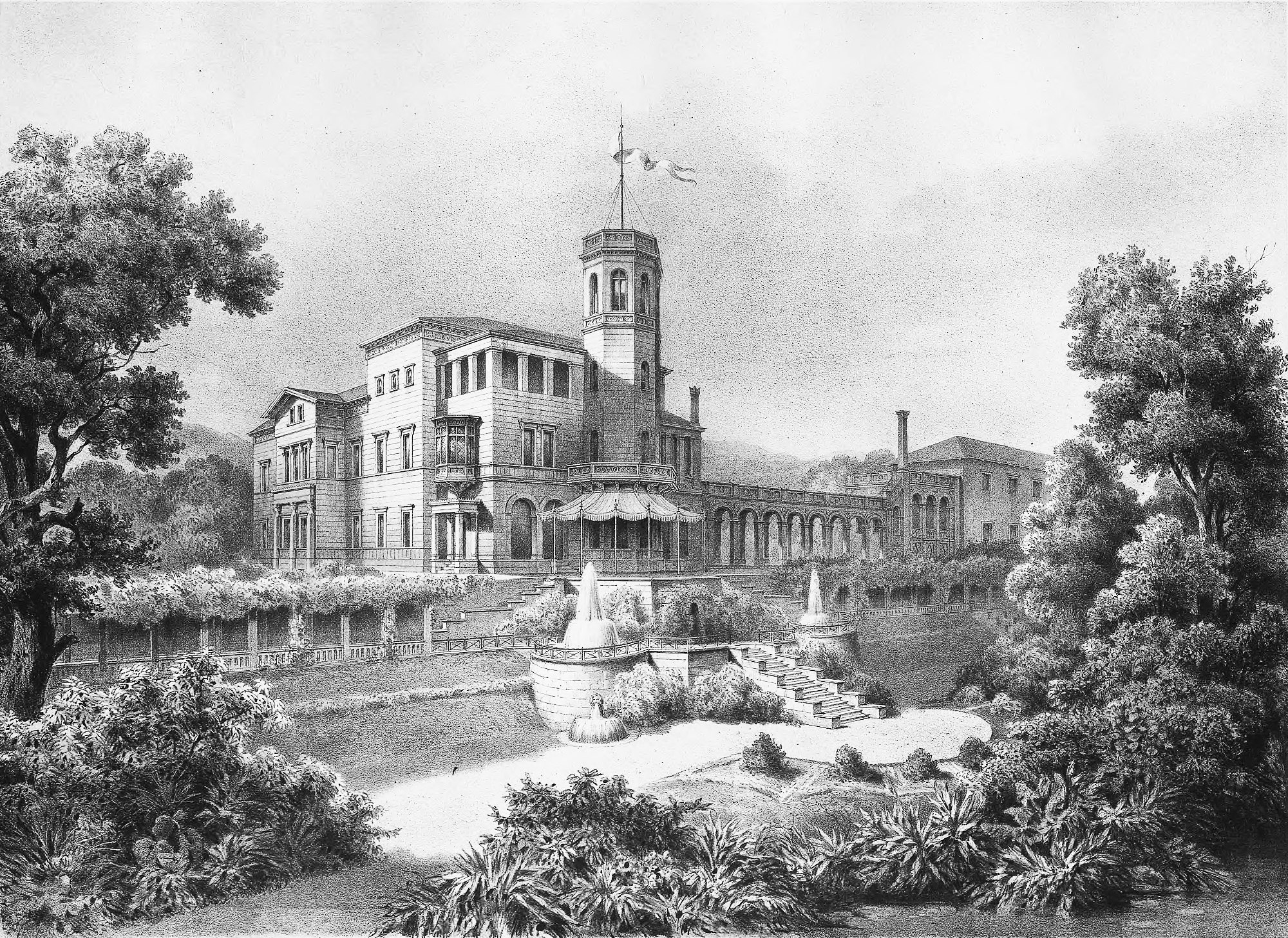
Schloss Wallisfurth

Wolany (deutsch: Wallisfurth; bis 1735: Wernersdorf) ist ein Ort in der Stadt- und Landgemeinde Szczytna im Powiat Kłodzki der Wojewodschaft Niederschlesien in Polen. Es liegt zehn Kilometer westlich von Kłodzko (Glatz).

## Geographie
Wolany liegt am östlichen Fuße des Heuscheuergebirges. Nachbarorte sind Suszyna (Dürrkunzendorf) im Norden, Ruszowice (Rauschwitz), Tworów (Ludwigsdörfel) und Kamieniec (Kamnitz) im Nordosten, Roszyce (Roschwitz) und Szalejów Górny (Oberschwedeldorf) im Osten, Polanica-Zdrój (Bad Altheide) im Süden, Polanica Górna (Neuheide) im Südwesten sowie Chocieszów (Stolzenau), Kopanka (Agnesfeld) und Niwa (Reichenau) im Nordwesten.

## Geschichte
Das spätere Wallisfurth wurde erstmals 1350 als „Wernersdorf“ urkundlich erwähnt. Es gehörte von Anfang an zum böhmischen Glatzer Land, mit dem es die Geschichte seiner politischen und kirchlichen Zugehörigkeit von Anfang an teilte. Kirchlich gehörte es zur Pfarrei Oberschwedeldorf. Es bestand zunächst aus mehreren Teilen, die zumeist verschiedenen Besitzern gehörten. Ab 1709 erwarb Georg Olivier von Wallis alle Anteile, so dass ihm ab 1723 die ganze Herrschaft Wernersdorf gehörte. Aus Dankbarkeit für dessen geleistete Dienste als kaiserlichen General veranlasste am 17. Juni 1735 Kaiser Karls VI. die Umbenennung von Wernersdorf in „Wallisfurth“. Nach dem Tod seiner ersten Frau Maria Antonia von Götzen verheiratete sich Georg Olivier von Wallis mit Maria Theresia von Kinsky. Sie wurde nach seinem Tod 1744 Vormund des gemeinsamen Sohnes Stephan Olivier von Wallis.
Nach dem Ersten Schlesischen Krieg 1742 und endgültig mit dem Hubertusburger Frieden 1763 fiel Wallisfurth zusammen mit der Grafschaft Glatz an Preußen. Mit Erreichung der Volljährigkeit nahm Stephan Olivier von Wallis 1770 die ererbten Güter seines Vaters in Besitz. Am 20. Mai 1783 verkaufte er die Herrschaft Wallisfurth und seine weiteren Besitzungen in der Grafschaft Glatz dem Ludwig Friedrich Wilhelm von Schlabrendorf auf Hassitz und Stolz. Dieser verkaufte ein Jahr später die Herrschaft Wallisfurth dem Wilhelm Alexander von Schoenaich-Carolath, der die Kolonie Agnesfeld gründete und an der Weistritz einen Eisenhammer errichtete. 1798 verkaufte er die Herrschaft Wallisfurth dem königlich preußischen General Ludwig Herzog von Württemberg.
Nach der Neugliederung Preußens gehörte Wallisfurth ab 1815 zur Provinz Schlesien und wurde 1816 dem Landkreis Glatz eingegliedert, mit dem es bis 1945 verbunden blieb. Als Folge des Zweiten Weltkriegs fiel es 1945 wie fast ganz Schlesien an Polen und wurde in Wolany umbenannt. Die deutsche Bevölkerung wurde 1946 weitgehend vertrieben. Die neu angesiedelten Bewohner waren teilweise Zwangsumgesiedelte aus Ostpolen, das an die Sowjetunion gefallen war. 1975–1998 gehörte Wolany zur Woiwodschaft Wałbrzych (Waldenburg).

### Anteil Niederwernersdorf/Niederwallisfurth

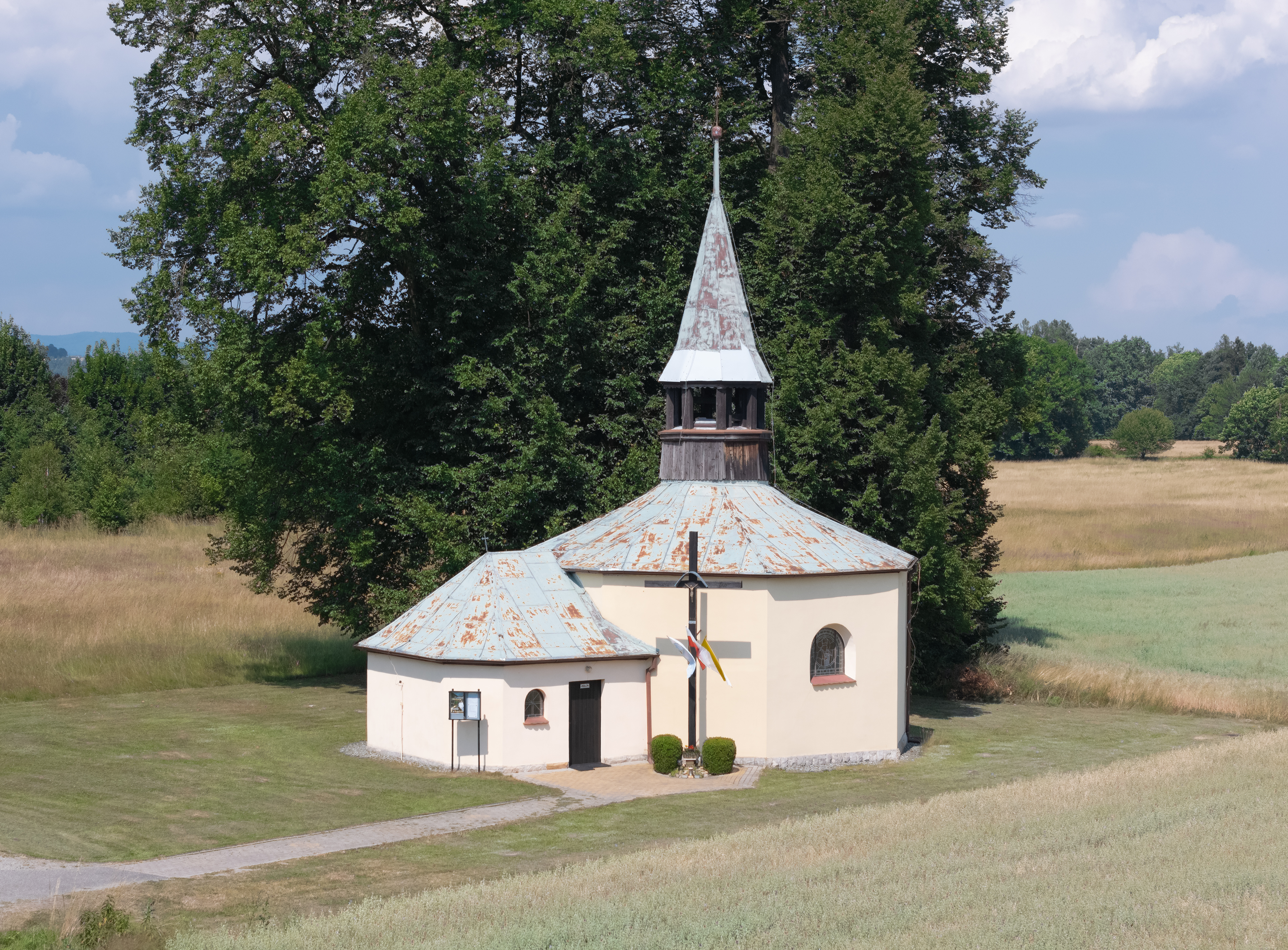
Muttergotteskapelle

Zu diesem Anteil gehörten 1797 neben dem Schloss zwei weitere Gutshöfe (Schlosshof und Werderhof), eine Kapelle, zwölf Bauern, sechs Gärtner und 61 Häusler sowie eine Mehl- und eine Schneidemühle, eine Brauerei, eine Ziegelei, eine Bleiche, ein Eisenhammer und einige Teeröfen.
- Der Schlosshof bestand ursprünglich aus den drei Vorwerken Tschirnhaus, Alter Hof und Pannwitz-Gut.
  - Das Tschirnhaus-Vorwerk gehörte 1559 dem Ernst von Walditz, von dem es auf dessen Söhne Georg, Hans und Christoph überging. 1603 besaß es vermutlich der namensgebende Tschirnhaus, dessen Vorname nicht bekannt ist. 1615 war es im Besitz des Johann Georg von Schaffgotsch, dessen Witwe es 1619 dem Hans Friedrich von Deichsel verkaufte. 1639 erwarb das Tschirnhaus-Vorwerk Christoph von Donig, dem bereits der Alte Hof gehörte. Dessen gleichnamiger Sohn verkaufte es 1654 an Johann von Werder auf Wernersdorf. Dessen Enkel Johann Christoph verkaufte dieses Gut der Anna Theresia von Ortner, geborene Drescher von Kadan, die bereits das benachbarte Pannwitz-Gut besaß. Beide Güter erwarb 1709 Georg Olivier Graf von Wallis, Erbherr auf Kunzendorf und Heinzendorf. Ein Jahr später kaufte er von den Eck’schen Erben den Alten Hof und vereinte diese drei Güter zum sogenannten Schlosshof.
  - Das Vorwerk Alter Hof eignete 1396 Hans von Glaubitz. 1397 erwarb es Konrad von Walditz, bei dessen Nachkommen bzw. Verwandten es nachfolgend 240 Jahre verblieb. Letzter Besitzer aus der Familie von Walditz war ab 1623 Christoph, dem bereits der Werder-Hof und das Pannwitz-Gut gehörten. 1628 wurden diese Güter durch den böhmischen Landesherrn Ferdinand III. von einem Lehen zu einem Allod umgewandelt. Nach Christophs Tod erwarb 1636 Christoph von Donig und Zdanitz (Ždánice) den Alten Hof und drei Jahre später auch das Tschirnhaus-Vorwerk. Nach dessen Tod um 1644 gingen die Besitzungen an seinen gleichnamigen Sohn. Er verkaufte sie 1654 an Johann von Werder, der bereits den Werder-Hof und das Pannwitz-Gut besaß. Dieser verkaufte im Jahre 1700 den Alten Hof und das Pannwitz-Gut seiner Schwiegermutter Anna Juliana von Eck. Nach deren Tod 1710 verkauften ihre Kinder den Alten Hof an Georg Olivier von Wallis.
  - Das Pannwitz-Gut besaß 1602 Sigmund von Zedlitz. 1613 eignete es Friedrich von Redern, der mit Helena von Donig (Dohna) aus Niedersteine verheiratet war. 1615 verkaufte er dieses Gut dem Christoph von Walditz, dem Erbherrn des Werder-Hofes. Nach dessen Tod ersteigerte das verschuldete Gut Joachim vom Pannwitz, der es 1645 dem Johann von Werder verkaufte. Dessen Enkel Johann Christoph von Werder verkaufte es im Jahre 1700 der Anna Theresia von Ortner, die bereits das Tschirnhaus-Vorwerk besaß.
- Der Werder-Hof war ursprünglich ein Freirichtergut, das zunächst als Steinhof bezeichnet wurde. 1325 schenkte der böhmische König Johann von Luxemburg dieses Freirichtergut den Brüdern Konrad, Bolko und Otto von Glaubitz (Glubos). Kaiser Karl IV. befreite dieses Gut mittels einer am 13. September 1350 in Königgrätz ausgestellten Urkunde von allen Steuern. 1417 war dieses Gut im Besitz des Nickel Bach. Er verkaufte es 1424 dem Nickel von Walditz, dem bereits der Alte Hof gehörte. 1543 verkaufte Hans Walditz das ganze Gut dem Glatzer Landeshauptmann Hans Prag von Wellnitz, dem bereits der Anteil Oberwernersdorf (das spätere Oberwallisfurt) gehörte. Der Kaufvertrag wurde 1544 vom damaligen Pfandinhaber der Grafschaft Glatz, Johann von Pernstein, genehmigt. Hans Prag von Wellnitz verkaufte diesen Anteil 1548 an Anna von Seydlitz, verheiratete Abschatz von Schüttlau. Deren Sohn Georg Abschatz von Schüttlau verkaufte dieses Gut 1564 seinem Schwager Mathes Stolz, von dem es 1586 dessen Bruder Hans Stolz von Simbsdorf erwarb, der es im gleichen Jahre dem Ernst von Walditz veräußerte. Diesem folgte 1596 sein Bruder Sigmund von Walditz. 1636 verkauften die Vormünder der Kinder des verstorbenen Christoph von Walditz den Steinhof dem Hans Werder von Schlenz, der mit einer Tochter des Christoph verheiratet war und der 1645 auch das Pannwitz-Gut erwarb. Sein Sohn Johann Christoph von Werder erbte 1665 das Gut. Dessen Enkel Johann Ferdinand von Werder verkaufte 1723 den Steinhof, der nunmehr als Werder-Hof bezeichnet wurde, an Georg Olivier von Wallis.

### Anteil Oberwernersdorf/Oberwallisfurth
Dieser Anteil hieß ursprünglich Oberwernersdorf und wurde später auch als der Zettritz bzw. der Czettritz bezeichnet. Das Gut war vermutlich zunächst im Besitz der Familie von Glaubitz (Glubos) und gehörte 1408 dem Hertil von Rankau. Er verkaufte das Gut 1408 an die Glatzer Augustiner-Propstei, die es 1543 dem Glatzer Hauptmann Hans Prag von Wellnitz weiterverkaufte, der ein Jahr später auch den Werder-Hof erwarb. Nach häufigen Besitzerwechseln war Friedrich von Czettritz Erbherr von Oberwernersdorf. Wegen dessen Beteiligung am böhmischen Ständeaufstand wurde sein Gut 1625 konfisziert. Da er 1631 wiederum als Besitzer nachgewiesen ist, kann vermutet werden, dass ihm das Gut wieder zurückgegeben wurde. 1637 gehörte dieses Gut dem Leutnant Mühlanger von Mühlau, der auch einen Anteil von Albendorf besaß. Nach mehreren kurzfristigen Besitzerwechseln erwarb es 1666 Heinrich Hofer von Hoferburg, dem der Vettrische Hof in Niedersteine und das Freirichtergut in Reichenau gehörten. 1674 verkaufte er Oberwernersdorf dem Christoph Ernst von Donig, der bereits den Güsnerhof in Oberschwedeldorf eignete. Heinrich Wilhelm von Donig, mit dessen Tod 1728 die Linie der Donig/Dohna von Zdanitz erlosch, verkaufte 1720 das Gut Oberwernersdorf dem Georg Olivier von Wallis.

## Kolonie Agnesfeld / Kopanka
Auf einem gerodeten Forstgrund legte der damalige Besitzer der Herrschaft Wallisfurth Feldmarschall Georg Olivier von Wallis ein Vorwerk an, das als „Zimmerei“ bezeichnet wurde. 1795 hob Reichsgraf Schoenaich-Carolath das Vorwerk auf und errichtete auf dem dazugehörigen Grund eine Kolonie, die nach seiner im selben Jahre geborenen Tochter Agnes „Agnesfeld“ benannt wurde. 1807 bestand Agnesfeld aus 12 Häusern und einem Kretscham. Es bildete eine eigene Landgemeinde und gehörte zum Amtsbezirk Wallisfurth. 1945 wurde es in Kopanka umbenannt.

## Sehenswürdigkeiten
- Das von Georg Olivier von Wallis errichtete Schloss wurde durch Herzog Ludwig von Württemberg erweitert. Es bestand aus einem großen Saal und 63 Zimmern. Nachdem es 1827 abgebrannt war, wurde es an gleicher Stelle 1855 durch den neuen Besitzer Freiherr von Falkenhausen neu errichtet. Nach dem Zweiten Weltkrieg wurde es dem Verfall preisgegeben. Erhalten ist die Schlosseinfahrt mit zwei Obelisken.

## Persönlichkeiten
- Amalie von Württemberg (1799–1848), Herzogin von Württemberg, später durch Heirat Herzogin von Sachsen-Altenburg